# Guerra bulgaro-serba (853)
La guerra bulgaro-serba dell'853 fu un conflitto combattuto tra l'Impero bulgaro e il Principato di Serbia. Si trattò del secondo scontro facente parte del ciclo di guerre bulgaro-serbe.

## Preludio e guerra

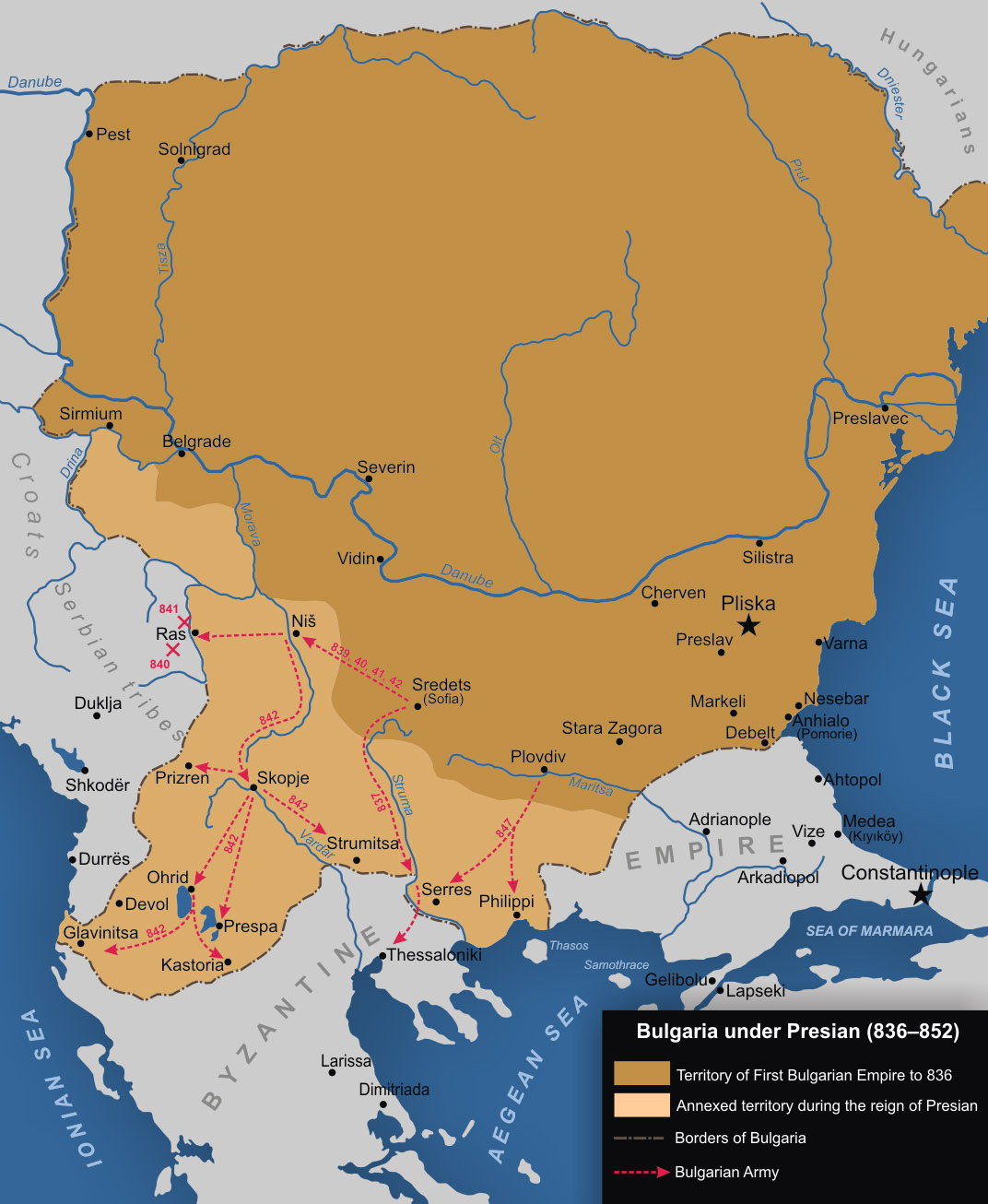
Il Primo Impero bulgaro nel IX secolo e la sua espansione territoriale sotto Krum, Omurtag e Presiano

Dopo la morte del principe Vlastimiro di Serbia nell'850 circa, i suoi domini furono divisi tra i suoi figli e i loro parenti. Vlastimiro e Presiano, padre di Boris I di Bulgaria, si erano scontrati nella guerra bulgaro-serba dell'839-842, conclusasi con una vittoria serba. Boris cercò di vendicare quella sconfitta e, nell'853 circa, l'esercito bulgaro guidato da Vladimiro-Rasate, figlio di Boris I, invase la Serbia, con l'obiettivo di rimpiazzare il dominio bizantino sui serbi. L'esercito serbo rispondeva agli ordini di Mutimiro e dai suoi due fratelli, che sconfissero i bulgari, catturarono Vladimiro e dodici boiardi. Boris I e Mutimiro si accordarono per la cessazione delle ostilità e forse suggellarono persino un'alleanza, con il sovrano serbo che decise di inviare i suoi figli Bran e Stefano al confine per scortare i prigionieri, dove avvenne uno scambio di doni in segno di pace. Boris fece loro «ricchi regali», mentre a lui furono dati «due schiavi, due falchi, due cani e ottanta pellicce».

## Conseguenze
Per ragioni ignote, in seguito insorse un conflitto interno che portò Mutimiro a bandire i due fratelli minori, i quali chiesero asilo corte bulgara. Secondo alcuni studiosi, il motivo della faida andrebbe ricercato in un tradimento. Mutimiro, dal canto suo, costrinse il figlio di Goinico, Pietro, a rimanere alla sua corte per ragioni politiche. Ciononostante, Petar riuscì comunque a fuggire dopo poco tempo in Croazia. Petar avrebbe poi sconfitto Pribislavo, figlio di Mutimiro, e sarebbe salito al trono serbo.

### Fonti primarie
- Costantino Porfirogenito, De administrando imperio, a cura di Gyula Moravcsik, traduzione di Romillyi J. H. Jenkins, Dumbarton Oaks Center for Byzantine Studies, 1967, ISBN 978-0-88402-021-9.

### Fonti secondarie
- (EN) John B. Bury, A History of the Eastern Empire from the Fall of Irene to the Accession of Basil I. (A.D. 802-867), Londra, Macmillan, 1912, ISBN 978-12-75-59462-3.
- (EN) Sima Ćirković, The Serbs, Malden, Blackwell Publishing, 2004, ISBN 978-14-05-14291-5.
- (EN) Florin Curta, Southeastern Europe in the Middle Ages, 500-1250, Cambridge, Cambridge University Press, 2006, ISBN 978-0-511-81563-8.
- (EN) John Van Antwerp Jr. Fine, The Early Medieval Balkans: A Critical Survey from the Sixth to the Late Twelfth Century, Ann Arbor, University of Michigan Press, 1991, ISBN 0-472-08149-7.